# Любомир Левчев
Любоми́р Спиридо́нов Ле́вчев (болг. Любомир Спиридонов Левчев; 27 квітня 1935, Троян, Болгарія — 25 вересня 2019, Софія, Болгарія) — болгарський поет і прозаїк.
Дійсний член Європейської академії мистецтва, науки і культури (Париж, Франція). Удостоєний багатьох міжнародних нагород, зокрема золотої медалі Французької академії за поезію і почесного звання «Лицар поезії» (1985). Член-засновник Європейської академії поезії (Люксембург). Почесний доктор Єльського університету (США). Член Міжнародного літературного фонду (Москва). Батько поета Владимира Левчева і художниці Марти Левчевої. Був одружений з художницею Дорою Боневою.

## Біографія
Любомир Левчев народився 27 квітня 1935 року в Трояні. 1953 року закінчив гімназію в Софії й вступив на філософсько-історичний факультет Софійського університету. У 1957 році закінчив цей вищий навчальний заклад, здобувши спеціальність «Бібліографія і бібліотекознавство». У шкільні та студентські роки був секретарем комсомольських організацій. 1961 року вступив до Комуністичної партії Болгарії. З 1959 по 1963 рік працював інструктором Центрального комітету Димитровської комуністичної спілки молоді.
В 1961–1971 роках обіймав посаду редактора і головного редактора газети «Литературен фронт». З 1972 по 1975 рік був заступником голови Національної ради Вітчизняного фронту. Згодом став першим заступником голови Комітету культури. Голова Спілки болгарських письменників з 1979 по 1988 роки. Левчев належав до близького оточення Тодора Живкова — так званої мисливської партії, своєрідного неформального дорадчого штабу. Був членом президії Національних зборів Республіки Болгарія, Всесвітньої ради миру та Європейської академії наук і мистецтв.
З 1975 по 1979 рік Левчев був першим заступником міністра культури Народної Республіки Болгарії. Голова Спілки болгарських письменників у 1979-1988 роках. Був депутатом Народних зборів Болгарії VI i VII скликань. Належав до членів Центрального комітету Болгарської комуністичної партії.
Любомир Левчев працював на радіо «Софія». З 1991 був власник і головний редактор міжнародного видавничого дому «Орфей», що публікує збірки поезії й видає однойменний журнал.
Любомир Левчев опублікував свою першу збірку поезій «Зорі — мої» у 1957 році. Загалом за кордоном вийшло 58 його перекладених книжок у 36 країнах. Автор трьох романів і сценаріїв фільмів «Мовчазні шляхи», «Загибель Александра Великого», «Солодке і гірке».
До сімдесятиліття поета вийшло у світ зібрання його творів у семи томах.

## Твори

### Поезія
- «Звездите са мои. Стихотворения» (1957) — «Зірки — мої»
- «Завинаги. Стихотворения» (1960) — «Назавжди»
- «Позиция. Стихотворения» (1962) — «Позиція»
- «Но преди да остарея. Стихотворения» (1964) — «Перш ніж постаріюся»
- «Пристрастия. Стихотворения» (1966) — «Пристрасті»
- «Обсерватория. Стихотворения» (1967) — «Обсерваторія»
- «Рецитал. Стихотворения» (1968) — «Сольний концерт»
- «Стрелбище. Стихотворения» (1971, 1974) — «Стрільбище»
- «Дневник за изгаряне. Стихотворения» (1973, 1975) — «Щоденник на спалення»
- «Звездопът. Поеми» (1973) — «Зірковий шлях»
- «Свобода. Стихове» (1974) — «Свобода»
- «Самосъд. Стихотворения из десет книги» (1975) — «Самосуд»
- «Изход. Стихове» (1976) — «Вихід»
- «Поздрав към огъня. Стихове» (1976, 1978) — «Вітання до вогню»
- «Откъс. Стихове» (1980) — «Уривок»
- «Заклинания. Стихотворения» (1981) — «Заклинання»
- «Лък. Стихотворения» (1983) — «Лук»
- «Самосъд'83. Стихотворения из четиринадесет книги» (1983) — «Самосуд-83. Вірші з чотирнадцяти книжок»
- «Работническа кръв. Стихотворения» (1984) — «Робітнича кров»
- «Бавен марш и други стихотворения» (1984) — «Повільний марш та інші вірші»
- «Метроном. Стихове» (1986) — «Метроном»
- «Седмата смърт. Стихове» (1989) — Сьома смерть""
- «Отвъд. Стихотворения» (1994) — «По той бік»
- «Небесен срив. Стихотворения» (1996) — «Небесне скинення»
- «Пръстен от пръст» (1999) — «Перстень з праху»
- «Селена» (2001) — «Селена»
- «Вечерен акт» (2003)[6] — «Вечірній акт»
- «Пепел от светлина» (2005) — «Попіл світла»
- «Окончания» (2006) — «Закінчення»
- «Кон със зелени крила» (2009) — «Кінь із зеленими крилами»
- «Капризната игра на времената» (2010) — «Примхлива забава часів»
- «Седемдесет и седем стихотворения» (2012) — «Сімдесят і сім віршів»
- «В невидимата кула» (2014)[7]
- «Самосън» (2017) — «Самосон»

На слова Левчева покладено пісні «Щоб я тебе прагнув» («Да те жадувам», рок-група «Сигнал») і «Після кохання» («След любов», композитор Александр Йосифов; ввійшла до альбому «Борис Гуджунов '78»).

### Проза, есеї, мемуари
- «Поетическото изкуство» (1986) — «Поетичне мистецтво»
- «Убий българина». Роман (1988) — «Убий болгарина»
- «Ти си следващият» — роман (2001) — «Ти наступний»
- «Размисли за орфизма» — «Роздуми про орфізм»
- «Писма от Ада. Есета». София: Стандарт, 2008, 262 с. — «Листи з Пекла»
- «Панихида за мъртвото време» (2011)[8],[9],[10] — «Панахида по мертвому часі»

## Нагороди

### Міжнародні
- Золота медаль за поезію від Французької академії, звання «Лицар поезії» (1985)
- Медаль Асоціації венесуельських письменників (1985)
- Премія імені Мате Залки (Росія, 1986);
- Премія імені Бориса Полевого (Росія, 1986);
- Велика премія від інституту імені Пушкіна[ru] та Сорбонни (1989);
- Світова премія за містичну поезію «Фернандо Рієло»[11] (1993)
- Орден «За заслуги» III ступеня (1997, Україна) — «за вагомий особистий внесок у розвиток українсько-болгарських відносин, популяризацію української літератури в Республіці Болгарія»[12]
- Орден імені Володимира Маяковського, заснований Спілкою письменників у Євразії та Спілкою письменників і перекладачів Росії[13] (2009)
- Літературно-громадська премія «Хай завжди світиш» (2009)
- Премія «Золотий вінець», (2010)[14]
- Літературна премія імені Вільяма Мередіта (США, 2013)[15]

### Болгарські
- Димитровська премія (1972)
- Звання народного діяча мистецтва і культури[16] (1977)
- Національна літературна премія Пеньо Пенева (1984)[17]
- Почесний докторат Університету бібліотекознавства й інформаційних технологій (2005)[18]
- З нагоди 70-ліття у 2006 році президент Георгій Пирванов нагородив Любомира Левчева орденом Орден «Стара планіна» I ступеня за «особливо великі заслуги перед Болгарією, за розвиток і популяризування болгарського мистецтва і культури»[19]
- Почесний докторат Бургаського вільного університету (протокол № 3 від 12.05.2006)[20][21]
- У 2008 році Любомир Левчев одержав національну премію імені Христо Данова за всю творчість загалом[22]
- Почесне громадянство міста Смолян (2010)[23][24]
- Національна літературна премія Івана Вазова (2013)[25]
- Медаль імені Івана Вазова від Спілки болгарських письменників (2014)[26]
- Почесне громадянство міста Софія (2015)[27][28]

## Переклади українською
- «Повільний марш» — Луцьк: ПВД «Твердиня», 2019. Збірка поезій. Переклав Віктор Мельник

## Зовнішні зв'язки
- Любомир Левчев, Вірші [Архівовано 13 листопада 2012 у Wayback Machine.]. «Пламък», № 1&2 від 2002 року
- Вірші та поеми Любомира Левчева на сайті LiterNet [Архівовано 18 січня 2013 у Wayback Machine.]
- Любомир Левчев, Вірші[недоступне посилання з листопадаа 2019]. «Европа 2001»
- Любомир Левчев, «Човекът на многото книги» (По темата «Книгите на моя живот» — Любомир Левчев). «Жената днес»
- Константин Еленков, «Поетът няма тайни от читателя» [Архівовано 13 березня 2016 у Wayback Machine.], в. «Дума», 28 юни 2005
- «Любомир Левчев: Хората се страхуват най-вече от неизвестността (Поезията е по-скоро заболяване, а не оздравяване, смята поетът на прага на 70-годишнината си)» [Архівовано 5 травня 2015 у Wayback Machine.], інтерв'ю Марії Мітевої, «Сега», 27 квітня 2005 року
- «Поетът на 75 г.», блок містить дві статті: «Істини для Любомира Левчева» (Дончо Цончев); «Для кращого коваля» (Тома Марков), а також новий вірш Левчева. «Труд», 26 квітня 2010 року
- Георгій Марков, «Писмо до Любомир Левчев — поет» [Архівовано 31 жовтня 2012 у Wayback Machine.], сайт LiterNet, 10 вересня 2006, № 9 (82)
- Виконання пісні «Щоб я тебе прагнув» [Архівовано 25 вересня 2016 у Wayback Machine.]